# Bastun
Baltic Sea Trade Union Network (pol. Sieć Związków Zawodowych Państw Morza Bałtyckiego) – organizacja zrzeszająca związki zawodowe, zarejestrowane w państwach leżących nad Morzem Bałtyckim.
Założona w Helsinkach w lipcu 1999 roku. Siedziba organizacji mieści się w Sztokholmie. Polska w BASTUN jest reprezentowana przez związkowców z NSZZ „Solidarność”, OPZZ oraz Forum Związków Zawodowych.
Do BASTUN należą również związki zawodowe z Danii, Estonii, Finlandii, Litwy, Łotwy, Niemiec, Norwegii, Rosji i Szwecji.